# 川口市立根岸小学校
川口市立根岸小学校（かわぐちしりつ ねぎししょうがっこう）は、埼玉県川口市安行領根岸にある公立小学校。

## 沿革
- 1972年4月1日 - 川口市立神根小学校を分離して旧川口市立北中学校の跡地に川口市立根岸小学校として設立
- 1972年9月1日 - 校章、校旗制定
- 1973年5月2日 - 校歌制定（この日を開校記念日とする）[1]
- 1981年4月1日 - 川口市立在家小学校を分離

## 教育目標
- 進んで学習する子
- 仲よく助けあう子
- 明るく丈夫な子
- 最後までやりぬく子[2]

## 通学区域
- 安行領根岸 - 一部[3]